# リヒャルト・ゼール
リヒャルト・ゼール（Richard Seel、1854年 - 1922年）は、ドイツ人の建築家。日本で建築設計事務所を開設した。

## 生涯
ドイツのエルバーフェルト生まれ。建築を学び、1875年ベルリンに出てエンデ・ベックマン事務所に入った。1888年、日本の官庁集中計画をエンデ・ベックマン事務所が引き受けることになり、ゼールが来日した。この計画に基づき、国会議事堂はじめ諸官庁を建設する予定であったが、途中で中止され、実現したのは東京裁判所（最高裁判所）、司法省（1888-1895年、法務省）の庁舎であった。
ゼールはその後も日本に留まり、1896年に横浜で建築設計事務所を開設し、教会堂やミッションスクールの工事を主に手がけた。
1903年に同じドイツ人のゲオルグ・デ・ラランデを日本に招き、自身の建築設計事務所を引き継がせ、ドイツに帰国した。帰国後も劇場建築などを行い、1922年に亡くなった。

## 作品
- 旧ロシア領事館 (函館市) （函館市、1908年） - 函館市の景観形成指定建築物
- 同志社大学クラーク記念館（京都市、1893年） - 国の重要文化財[1]
- 千葉教会（千葉市、1895年） - 千葉県の有形文化財
- 仙台日本基督教会堂（仙台市、1901年） - 仙台空襲で焼失[2][3]